# 中村正雄 (陸軍中将)
中村 正雄（なかむら まさお、1892年（明治25年）5月15日 - 1939年（昭和14年）12月25日）は、日本の陸軍軍人。最終階級は陸軍中将。岳父は陸軍砲兵大佐 藤室松次郎（陸士旧8期）。功二級。

## 経歴
石川県出身。中村三雄の息子として生まれる。金沢第一中学校、名古屋陸軍地方幼年学校、中央幼年学校を経て、1913年5月、陸軍士官学校（25期）を卒業、同年12月、陸軍歩兵少尉に任官し歩兵第35連隊付となる。1920年11月、陸軍大学校（32期）を卒業。
参謀本部付勤務、参謀本部部員、フランス大使館付武官補佐官、陸大教官、参謀本部部員、歩兵第18連隊大隊長、陸軍歩兵学校教官、イタリア大使館付武官、参謀本部部員兼軍令部部員、第12師団参謀長、参謀本部通信課長などを歴任し、1939年3月、陸軍少将に進級。
歩兵第21旅団長として日中戦争に従軍。1939年11月、南寧攻略作戦に参加。月末に南寧占領を果たしたが、中華民国軍の攻撃を受け激戦となり戦死した（崑崙関の戦い）。死後、陸軍中将に特進した。